# Pendler

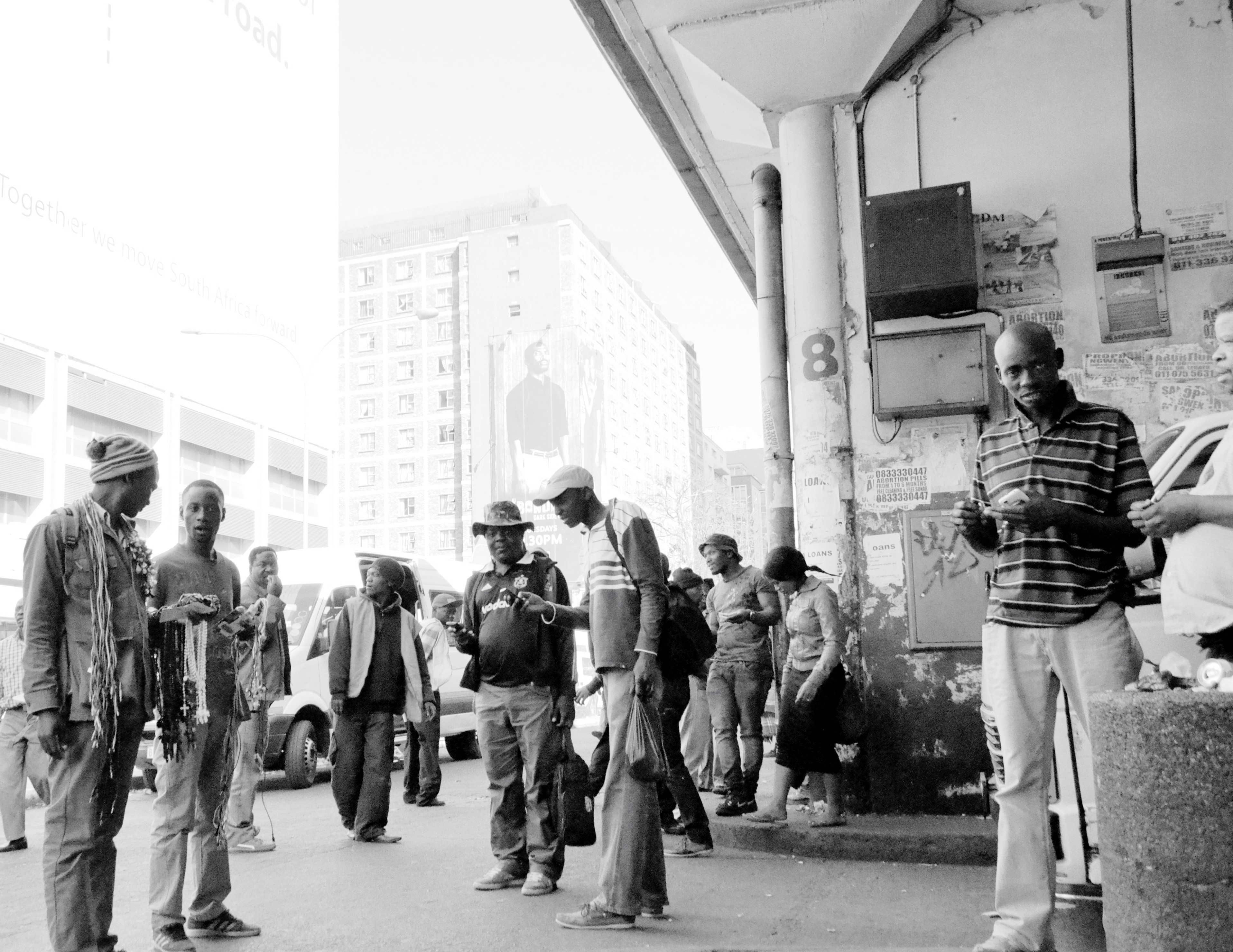
Pendler warten jeden Tag auf Taxis in Johannesburg.

Pendler sind Arbeitnehmer, bei deren Arbeitsweg zwischen Wohnung und Arbeitsort die Grenze der Wohngemeinde überschritten werden muss – so die Definition in Deutschland.

## Allgemeines

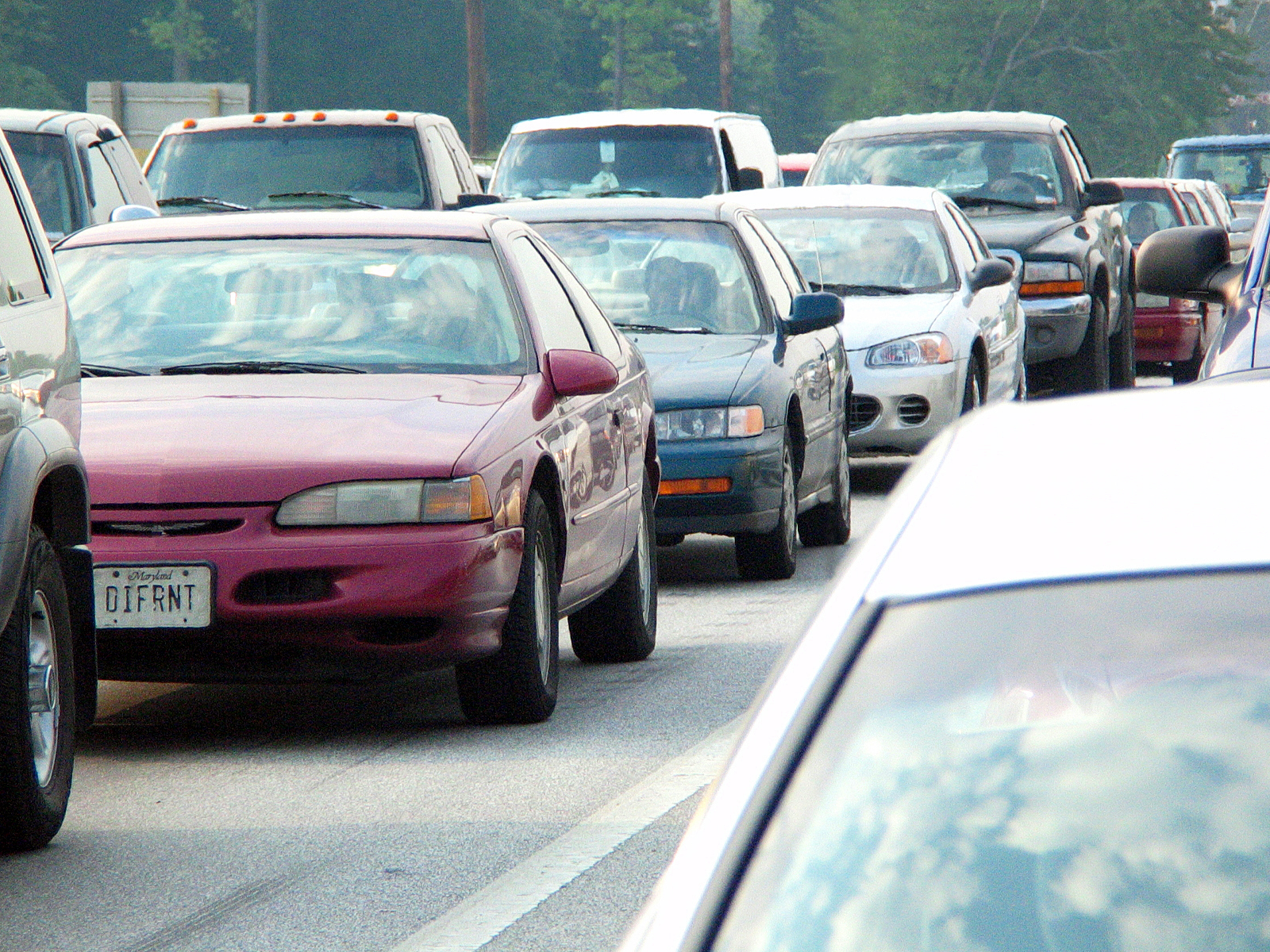
Berufspendler im Feierabendstau

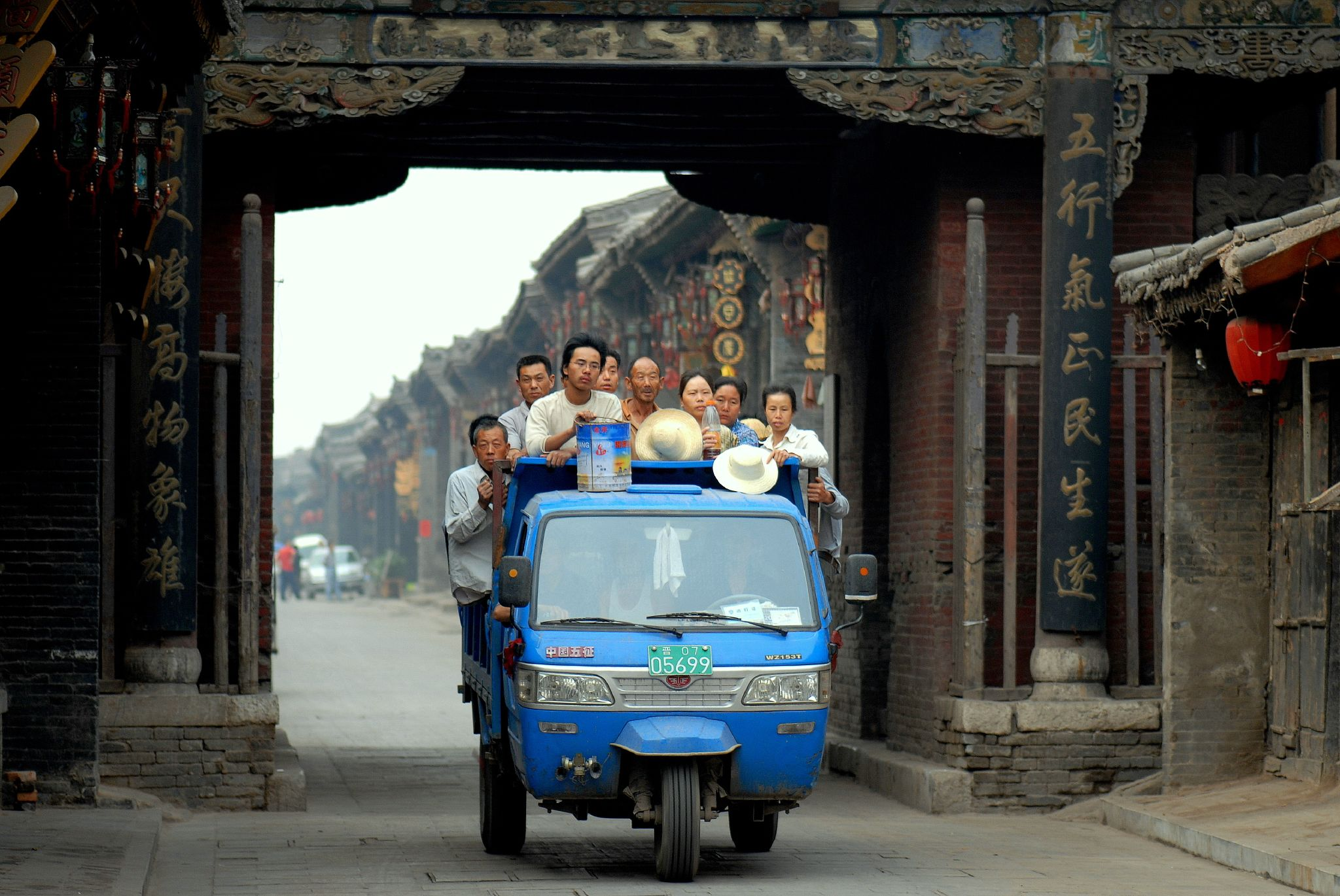
Chinesische Landbewohner bilden für den Weg zur Arbeit nach Pingyao eine Fahrgemeinschaft

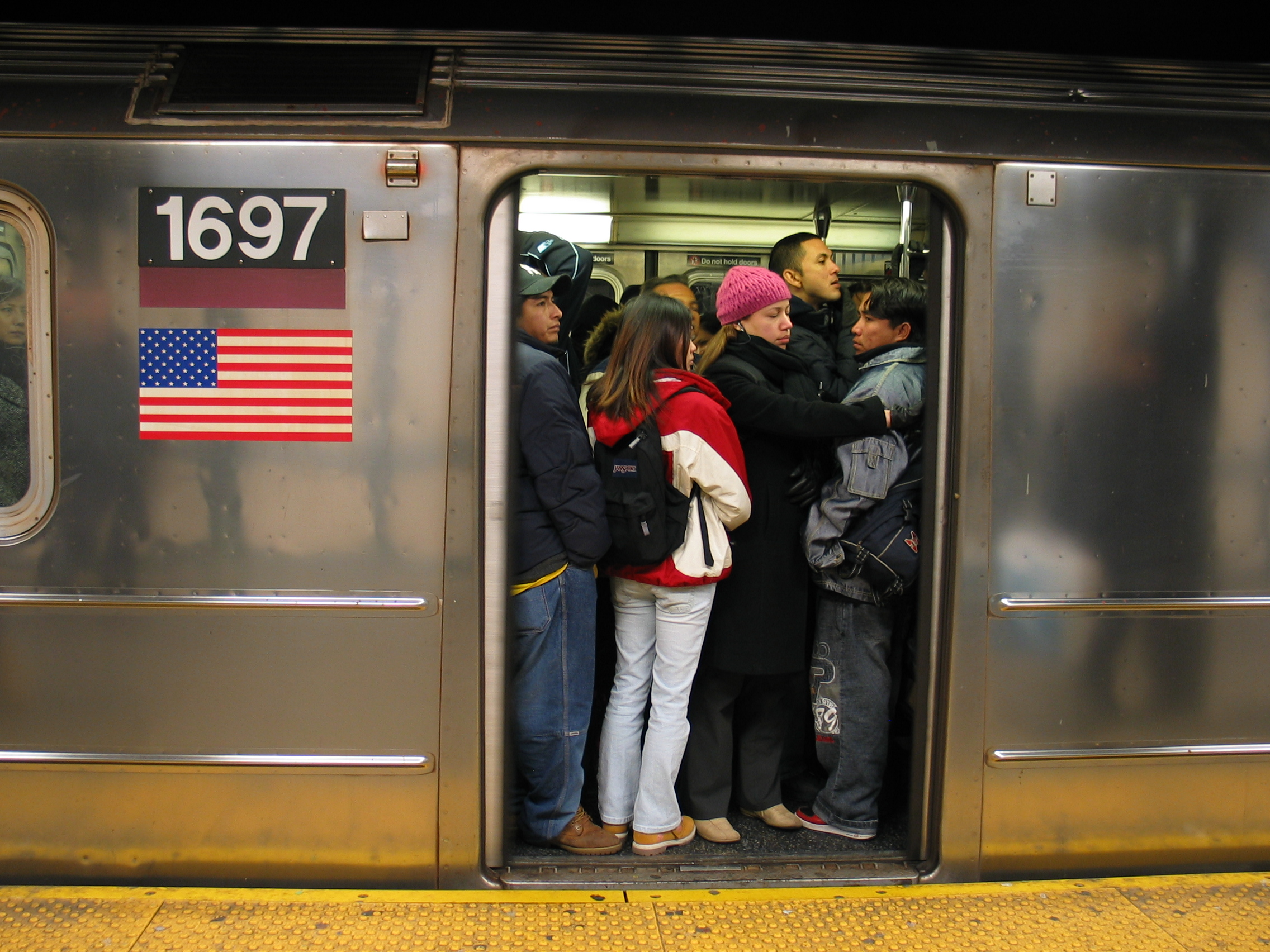
Stark besetzte U-Bahn in New York

Da Arbeitsort und Wohnort oft nicht identisch sind, muss der Arbeitnehmer einen Arbeitsweg in Kauf nehmen. Der Arbeitsweg ist weder Teil der Arbeitszeit noch gehört er zur Freizeit, sondern er zählt zur Obligationszeit, in der außerdem „Aktivitäten wie Haushalts- und Reparaturarbeiten, Behördengänge…“ erledigt werden. Die Länge des Arbeitswegs entscheidet darüber, ob ein Arbeitnehmer als Pendler gilt und welches Verkehrsmittel er zur Arbeitsstätte wählt. Ab welchem Arbeitsweg eine Arbeitskraft zum Pendler wird, ist umstritten. Einerseits soll die Überschreitung der Grenze ihres Wohnortes genügen, andererseits gilt ein Arbeitsweg von 45 Minuten oder erst ab einer Stunde („Fernpendler“) als Pendlerweg. Im Jahre 2014 benutzten im Modal Split Deutschlands 66,8 % den motorisierten Individualverkehr, 14,0 % öffentliche Verkehrsmittel, 9 % sind Fußgänger und 8,8 % benutzen das Fahrrad auf dem Weg zur Arbeitsstätte. Im Jahr 2023 nutzten 68,6 % den motorisierten Individualverkehr, 13,7 % öffentliche Verkehrsmittel, 6,7 % gingen zu Fuß und 10,5 %  fuhren mit dem Fahrrad oder E-Bike.
Der Begriff Pendler nimmt auf das Wort Pendel Bezug, da sich ein Pendler regelmäßig zwischen Wohnort und Arbeitsstätte hin- und herbewegt.

## Arten
Unterschieden wird zwischen Pendlern, die täglich oder wöchentlich vom Wohn- zum Arbeitsort pendeln und daher als Nah- oder Fernpendler gelten. Die Statistik der Bundesagentur für Arbeit zieht die Grenze zwischen Nah- und Fernpendlern bzw. Tages- und Wochenpendlern bei rund 150 km Entfernung zwischen Wohn- und Arbeitsort. Die Gesamtzahl der Arbeitspendler wird unterschieden in Ein- und Auspendler; bezogen auf den Ort haben Auspendler dabei ihren Wohnsitz, nicht aber ihren Arbeitsplatz in der Gemeinde, auf die Bezug genommen wird. Der Pendlersaldo ist dabei die Differenz zwischen Ein- und Auspendlern. Wochenendpendler verbringen das arbeitsfreie Wochenende an ihrem Hauptwohnsitz, ihre Arbeitstage hingegen weitgehend am Ort ihres Arbeitsplatzes.
Das Verhältnis der Anzahl Pendler zur Gesamtzahl Erwerbstätiger in einer Gemeinde wird als Pendlerquote bezeichnet.
Binnenpendler oder Innergemeindliche Pendler fahren innerhalb der Gemeinde. Außerhalb arbeitende Pendler (Pendler im allgemeinen Sinne) können auch als Wegpendler bezeichnet werden. Dieser Sprachgebrauch findet sich in den Statistiken zur Wirtschaft und den Untersuchungen der Verkehrsströme.

## Pendler in verschiedenen Staaten

### Deutschland
In Deutschland lag 2015 die Pendlerquote bei 60 %, in Nordrhein-Westfalen gab es eine Pendlerquote von 50,6 % aller Erwerbstätigen. Dabei wies Düsseldorf – bezogen auf die Erwerbstätigen am Arbeitsort – die meisten Einpendler (58 %) auf, gefolgt von Bonn (55,4 %), Essen (46,6 %), Duisburg (45,6 %), Münster und Bochum (44,6 %) oder Köln (44,1 %). Köln führte mit der absoluten Zahl von 315.744 Einpendlern, gefolgt von Düsseldorf (296.037). Nach einer anderen Statistik führte Frankfurt am Main deutschlandweit mit 313.650 Einpendlern, gefolgt von München (308.990), Hamburg (294.460), Berlin (220.880), Köln (214.940) und Düsseldorf (209.890).
2022 pendelten täglich über 500.000 Menschen nach München zur Arbeit. Damit ist München die Stadt in Deutschland mit den meisten Einpendlern.

### Österreich
In Österreich sind mehr als die Hälfte der arbeitstätigen Bevölkerung (2011: 53,8 %) Pendler, der Anteil ist tendenziell leicht steigend.

### Schweiz
Von 1990 bis 2016 ist die Anzahl der Pendelnden in der Schweiz von 2.945.422 auf 3.925.260 gestiegen. Die Auspendlerquote ist langjährig stark steigend, von 1980 41 % über 1990 50 % zu 2000 58 %. Gemäß dem Bundesamt für Statistik lag die Auspendlerquote bereits 1990 bei 58 %. 2022 arbeiteten 71 % der Pendelnden außerhalb ihrer Wohngemeinde und 50 % fuhren mit dem Auto zur Arbeit. Letztgenannter Wert ist seit langem relativ stabil.

### Italien
Im Einzugsbereich der Aree metropolitane (Ballungsräume um Mailand, Genua, Turin und Triest) ist das Phänomen der Pendler (Pendolari) verbreitet, ein Sonderfall sind die „Frontalieri“ (Grenzgänger), die in der Schweiz (zu höheren Löhnen als in Italien) arbeiten und nahe der Schweizer Grenze in Italien (im Varesotto, um Como und Chiavenna) wohnen, wo die Lebenshaltungskosten niedriger sind. Für die Besteuerung der Frontalieri wurde ein spezielles Abkommen zwischen der Schweiz und Italien abgeschlossen. Auch die Römer, die im Vatikan arbeiten, gelten als Grenzgänger.
Werden die Entfernungen zu den Arbeitsorten für das tägliche Pendeln zu groß (beispielsweise in die Nordschweiz oder nach Süddeutschland), verwandeln sich die Grenzgänger in Emigranten, die versuchen, sich auf Zeit oder dauerhaft im Land der Arbeit niederzulassen.
| Arbeitsland  | Grenzgänger |
| ------------ | ----------- |
| San Marino   | 6.500       |
| Schweiz      | 73 262      |
| Monaco       | 3.700       |
| Frankreich   | 1.500       |
| Vatikanstadt | 1.894       |

## Soziologie
Pendler sind eine Begleiterscheinung der zunehmenden Mobilität der Bevölkerung. Diese erlaubt es z. B., dass Stadtbewohner im städtischen Umland billigere Baugründe in Anspruch nehmen, was als Zersiedelung bezeichnet wird. Demgegenüber steht der Trend, dass neue Arbeitsstätten vermehrt in der Nähe von Ballungszentren entstehen – die wiederum Bewohner des ländlichen Raumes anziehen. Ein Sonderfall sind Pendler, die zwischen den Städten eines Ballungsraumes (wie Rhein-Ruhr) oder einer Metropolregion hin- und herfahren.
Die Zahl an Fernpendlern nimmt in Deutschland zu. Hauptgrund ist die allgemein zunehmende Mobilität im Arbeitsmarkt mit häufigeren Arbeitsplatzwechseln, verbunden mit dem Wunsch, in der Nähe von Familie und Freunden wohnen zu bleiben. Auch das zunehmende Immobilienpreisgefälle zwischen Metropolstädten und ländlichen Regionen sowie die Wohnungsnot in Ballungsgebieten sind begünstigende Faktoren, ebenso wie der Ausbau schneller Verkehrswege, der Tagespendeln über größere Entfernungen (z. B. Berlin–Wolfsburg oder Köln–Frankfurt) erst ermöglicht. Hauptgruppen der Fernpendler sind einerseits Führungskräfte aus Wirtschaft, Wissenschaft und Verwaltung, bei denen es besonders häufig zu Arbeitsortswechseln kommt, andererseits familiär oder besitzmäßig gebundene Bewohner strukturschwacher ländlicher Räume ohne ausreichend attraktives wohnortnahes Arbeitsplatzangebot.
Studien des Soziologen Norbert F. Schneider zeigten auf, dass Pendler häufiger unter psychosomatischen Erkrankungen wie Kopf- und Rückenschmerzen leiden, seltener Sport treiben oder zu Vorsorgeuntersuchungen gehen und insgesamt unter Zeitdruck stehen. Diese Belastung wirkt sich umso stärker aus, je mehr die Person die Entscheidung zum Pendeln als fremdbestimmt und nicht als eigene Entscheidung ansieht.
In einer Kohortenanalyse der deutschen Allgemeinen Ortskrankenkasse fand sich eine Zunahme des Risikos, sich wegen eines psychischen Problems krankzumelden, je höher die Pendelstrecke zwischen Hauptwohnsitz und Arbeitsstätte war. Von deren Versicherten mit maximal zehn Kilometer Wegstrecke meldeten sich 2017 elf Prozent mindestens einmal wegen psychischer Probleme krank. Bei einer Pendelstrecke von mindestens 50 km betrug die Rate zwölf Prozent, bei mehr als 500 km lag sie bei 12,6 %.

## Verkehrsmittel und Verkehrswege

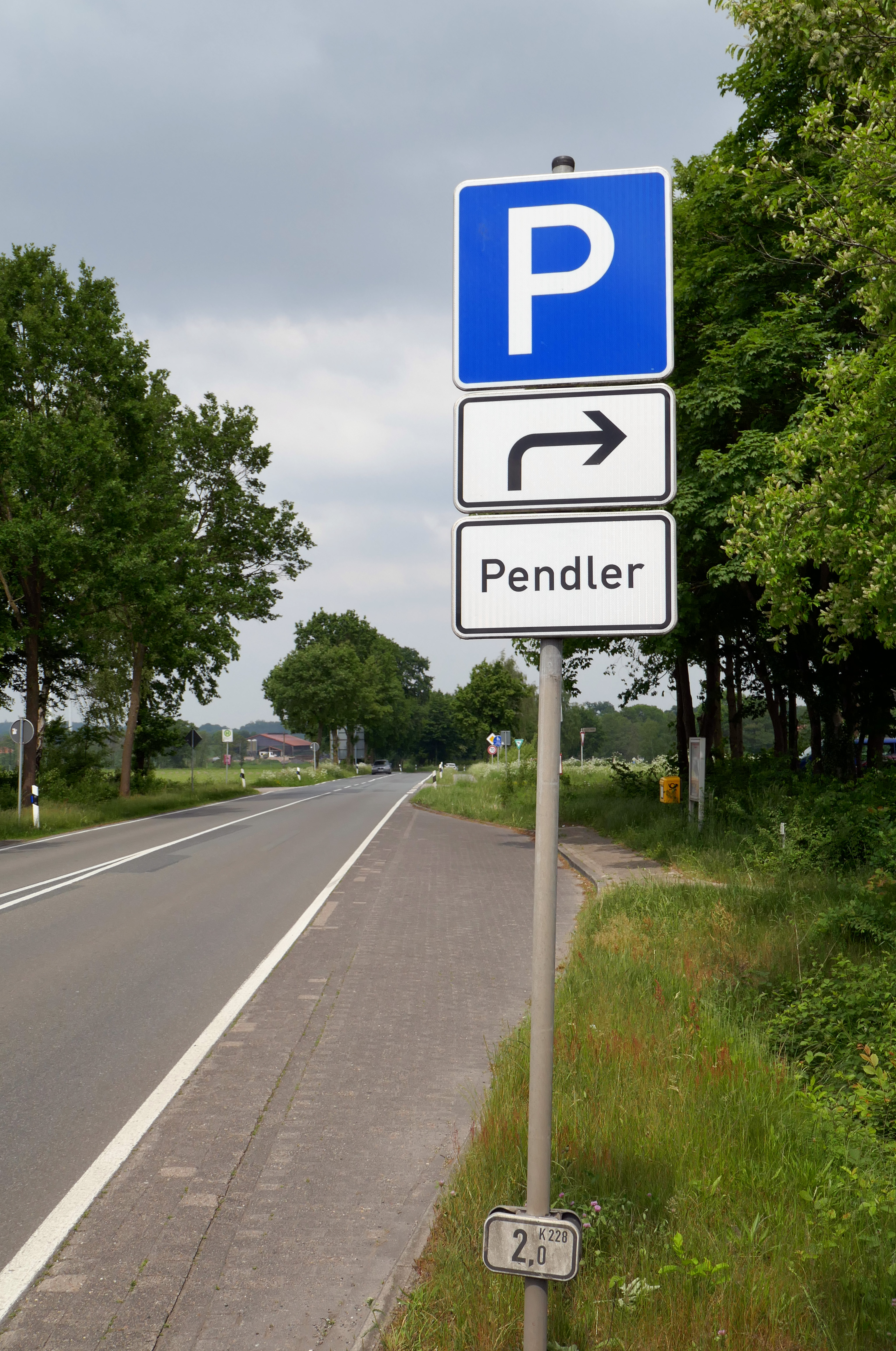
Parkplatz für Pendler

2004 gab es rund 30 Millionen Pendler (Binnen- sowie Ein- und Auspendler) in Deutschland, davon ca. 360.000 berufstätige „Wochenendpendler“ (Schüler, Studenten, Selbständige nicht mitgerechnet). 1,5 Millionen von ihnen legten mehr als 50 Kilometer Fahrstrecke zu ihrem Arbeitsplatz zurück und gelten deshalb als Fernpendler. Die Zahl der Berufspendler legte zwischen 2004 und 2012 um 11 % zu. Laut dem Statistischen Bundesamt nutzen „31 % der Berufspendler in Ballungszentren […] Bus und Bahn.“ Außerhalb der Zentren werden öffentliche Verkehrsmittel dagegen weniger genutzt.
In Österreich weist die Statistik von 2011 für 2009 die Pendler geordnet nach den neun Bundesländern aus. Danach gab es bei 3.793.441 Erwerbstätigen am Wohnort 981.085 Ein- und Auspendler, davon 479.219 Einpendler (12,7 %) und 500.866 (13,2 %) Auspendler.
Das am häufigsten genutzte Fortbewegungsmittel der Pendler war 2012 in den deutschen Flächenländern der motorisierte Individualverkehr mit um 60 bis um 70 % und in den Stadtstaaten Berlin, Bremen und Hamburg mit um 35 bis 45 %. Berufspendler mit höheren Einkommen bevorzugen den Pkw. Das Statistische Bundesamt stellte 2000 fest: „Während 78% der Pendler mit über 6.000 DM monatlichem Nettoeinkommen mit dem eigenen Pkw zur Arbeit kamen, fuhren nur rund 52 % der Pendler mit einem Monatseinkommen zwischen 1.000 und 1.800 DM mit dem Pkw“.
Das Statistische Bundesamt stellt für den Zeitraum 2005 bis 2012 weiterhin fest: „Wenig Veränderungen bei Entfernung, Zeit und Verkehrsmittelwahl“, wobei „gut 70 % der Erwerbstätigen in Deutschland weniger als 30 Minuten auf ihrem Weg zur Arbeit“ verbringen. Zudem: „Öffentliche Verkehrsmittel werden außerhalb der Städte und Ballungsräume kaum genutzt“. „Längere Pendlerstrecken begünstigen die Nutzung des Pkw“.
Im öffentlichen Personennahverkehr werden auch für Pendler ermäßigte Monats- und Jahreskarten angeboten. Ebenso werden von den Verkehrsbetrieben auf stark belasteten Strecken zusätzliche Fahrzeuge zu den Spitzenzeiten für den Weg zur Arbeit und nachmittags für den Weg nach Hause eingesetzt.
Manche Unternehmen organisieren für ihre weit verstreut wohnende Belegschaft ein firmeneigenes Pendlernetz, das sie entweder durch Werksbusse abdecken oder über Mitfahrzentralen Pendler zusammenführen wie die E.ON AG, BMW AG oder die Ford-Werke GmbH für ihre deutschen Standorte. Einzelne Unternehmen bieten auch Jobtickets für den öffentlichen Personennahverkehr statt Firmenparkplätzen an. Andere fördern den Kauf oder das Leasing von Fahrrädern und E-Bikes.

## Pendler in Metropolregionen
Als Pendler gelten alle Personen, deren Arbeits- bzw. betrieblicher Ausbildungsplatz in einer anderen Gemeinde als der Wohnsitzgemeinde liegt. Je nach Richtung der Pendelwanderung wird zwischen Ein- und Auspendlern unterschieden. Einpendler sind danach alle sozialversicherungspflichtig Beschäftigten, die ihren Wohnort außerhalb der Stadt und ihren Arbeitsort in der Stadt haben.
Die folgende Tabelle der Städte über 500.000 Einwohner im deutschsprachigen Raum zeigt in der Reihenfolge der Anzahl der Pendler: Einwohnerzahl von 2014; %-Zahlen in Bezug zu den Einwohnern. Bemerkenswert viele Einpendler haben im Bezug zu den Einwohnern die Städte Düsseldorf und Frankfurt, wenige hingegen Berlin, Wien, Leipzig, Dresden und Hamburg. Die Zahl der Auspendler ist bei den drei größten Städten Wien, Berlin und Hamburg sehr gering, sehr hoch jedoch bei Dortmund, Essen und Düsseldorf. Der Pendlersaldo der Pendlerbewegungen wirkt sich bei den drei Stadtstaaten Berlin, Hamburg und Bremen im Staatshaushalt negativ aus, da die Beschäftigten ihre Einkommensteuer am Wohnort entrichten. Besonders stark wirkt sich das bei Bremen aus, mit einem Saldo von 83.640 Pendlern (= 15 % der Einwohner).
| Stadt                  | Einwohner | Pendler | %  | Einpendler | %  | Auspendler | %  | Saldo   | %  |
| ---------------------- | --------- | ------- | -- | ---------- | -- | ---------- | -- | ------- | -- |
| Berlin (2013)          | 3.469.849 | 462.100 | 13 | 293.800    | 9  | 168.300    | 5  | 125.500 | 4  |
| München (2011)         | 1.429.584 | 460.495 | 32 | 325.204    | 23 | 135.291    | 9  | 189.913 | 13 |
| Köln (2013)            | 1.046.680 | 443.513 | 42 | 304.608    | 29 | 138.905    | 13 | 165.703 | 16 |
| Hamburg (2012)         | 1.762.791 | 423.349 | 24 | 321.000    | 18 | 102.349    | 6  | 218.651 | 12 |
| Frankfurt a. M. (2013) | 717.624   | 413.102 | 57 | 336.050    | 47 | 77.052     | 11 | 258.998 | 36 |
| Düsseldorf (2013)      | 604.527   | 378.728 | 63 | 287.462    | 48 | 91.266     | 15 | 196.196 | 33 |
| Wien (2011)            | 1.794.770 | 326.284 | 18 | 246.922    | 14 | 79.362     | 4  | 167.560 | 9  |
| Stuttgart (2014)       | 604.297   | 306.698 | 51 | 228.562    | 38 | 78.136     | 13 | 150.426 | 25 |
| Hannover (2016)        | 532.163   | 231.447 | 43 | 173.315    | 33 | 58.132     | 11 | 115.183 | 22 |
| Essen (2013)           | 573.784   | 231.081 | 40 | 139.370    | 24 | 91 711     | 16 | 47 659  | 8  |
| Dortmund (2013)        | 580.511   | 218.549 | 38 | 130.582    | 23 | 87.967     | 16 | 42.615  | 7  |
| Nürnberg (2007)        | 501.072   | 191.000 | 38 | 140.000    | 28 | 51.000     | 10 | 89.000  | 18 |
| Bremen (2018)          | 568.006   | 190.500 | 33 | 138.200    | 24 | 52.300     | 9  | 85.900  | 15 |
| Leipzig (2012)         | 544.479   | 136.865 | 25 | 86.849     | 16 | 50.016     | 9  | 36.833  | 7  |
| Dresden (2013)         | 536.308   | 134.466 | 25 | 86.064     | 16 | 48.402     | 9  | 37.662  | 7  |